# Liste des évêques d'Elne
Cette liste des évêques d’Elne présente les évêques chargés de ce diocèse, de 571 à 1801. À partir de 1823, l’évêché a pour siège Perpignan.

## Haut Moyen Âge
- 568 : Domnus[1],[2]
- 589 : Benenatus[3]
- 633-638 : Acatulus[4]
- 656 : Witaricus[5] (nommé quelquefois Ilitaricus[2])
- 673 : Hyacinthus [6]
- 683 : Clarus[7]
- 783-825 : Wenedurius[8]
- 825-826? : Ramnon
- 832-840 : Salomon[9]
- 860-885 : Audesinde[10]
- 887-915 : Riculfe Ier
- 916-919 : Elmeradus, fils de Suniaire ou Sunyer II, comte de Roussillon
- 922-947 : Wadaldus ou Guadaldo d'Empuries-Rosselló, frère du précédent[11]
- 947-960 : Riculfe II[12]
- 967?-977 : Suniaire ou Suniario Ier, fils du comte de Roussillon, Gausfred 1er (942-992)
- 979-991 : Hildesind
- 993-994 : Béranger ou Berenguer de Cerdanya-Besalú, fils du comte de Cerdagne et de Bésalu Oliba Cabreta (1er épiscopat)
- 994-999 : Fredelon (1er épiscopat)
- 999-1003 : Béranger ou Berenguer de Cerdanya-Besalú (2d épiscopat)
- 1003-1007 : Fredelon (2d épiscopat)

## Bas Moyen Âge
- 1009-1014 : Oliba (de Besalú)[13]
- 1019-1030 : Berenguer II de Sendred de Gurb
- 1031 : Suniario II
- 1032-1053 : Berenguer III
- 1054-1061 : Artal Ier
- 1062 : Suniario III
- 1064-1086 : Ramón Ier
- 1087-1096 : Artal II
- 1097-1111 : Armengol
- 1113-1129 : Pedro Bernardo
- 1130-1147 : Udalgar de Castelnou
- 1148-1171 : Artal III
- 1172-1186 : Guillem Jordà
- 1187 : Berenguer IV
- 1187-1197 : Guillem de Ceret
- 1200-1201 : Artal IV
- 1202-1209 : Guillem d'Ortafà
- 1212-1216 : Ramon II de Vilalonga
- 1217-1221 : Gualter
- 1223-1224 : Arnau de Serrallonga
- 1225-1229 : Ramon III
- 1230-1259 : Bernat de Berga
- 1259-1280 : Berenguer V de Cantallops
- 1280-1281 : Bernat de Sala
- 1282-1289 : Berenguer VI de Santafè
- 1289-1310 : Ramon IV de Costa[14]
- 1311-1312 : Ramon V
- 1313-1317 : Guilhèm de Castilhon
- 1317-1319 : Bérenger VII d'Argilaguers[15]
- 1320-1332: Berenguer VIII Batlle[16]
- 1332-1342 : Guiu de Terrena, O. Carm[17]
- 1342-1346 : Pere Seguer
- 1347-1348 : Bernat Hug de Sainte-Arthemie
- 1348-1350 : Bernat Forner
- 1350-1351 : Esteve Malet
- 1352-1354 : Francesc de Montoliu
- 1354-1357 : Joan Jofre
- 1357-1361 : Ramon de Salgues
- 1361-1371 : Pere de Planella
- 1371-1377 : Pere Cima
- 1377-1380 : Ramon d'Escales[18]
- 1380-1384 : Dalmau
- 1384-1408 : Bartomeu Peiró
- 1408-1408 : Ramon de Descatllar i de Palasol
- 1408-1409 : Francesc Eiximenis, OFM[19]
- Alfonso d'Eixea 1409-1410
- Jerónimo de Ocón 1410-1425
- Joan de Casanova 1425-1431
- Galceran Albert 1431-1453
- Joan de Margarit[20] 1453-1462
- Antoni de Cardona 1462-1467
- Joan Pintor[21] 1468-1470
- Charles de Saint-Gelais 1470-1473
- Charles de Martigny[22] 1475-1494

## Époque moderne
- Ascanio Maria Sforza[23] 1494-1495
- César Borgia 1495-1498
- Francesc Galceran de Lloris i de Borja[24] 1499-1506
- Joan de Palau
- Jaume Serra i Cau[25] 1506-1513
- Juan Castellanos de Villalba[26] 1513-1515
- Bernardo de Mesa, OP[27] 1517-1524
- Wilhelm Valdenese[28] 1524-1529
- Fernando de Valdés[29] 1529-1530
- Girolamo Doria[30] 1530-1532
- Jaume de Ric, OSB[31] 1534-1535
- Jeroni de Requesens[32] 1537-1542
- Fernando de Loaces y Pérez, OP[33] 1542-1543
- Pere Agustí[34] 1543-1545
- Miquel Despuig[35] 1545-1555
- Rafael Ubac[36] 1555-1556
- Lope Martínez de La Gunilla[37] 1558-1567
- Pere Màrtir Coma, OP[38] 1568-1578
- Joan Terès i Borrull[39] 1579-1586
- Pere Bonet de Santa Maria[40] 1586-1588
- Agustí Gallart, OSB[41] 1588
- Lluís de Sanç i Còdol 1588
- Francesc Robuster Sala[42] 1591-1598
- Fernando de Valdés Salas 1589-1598
- Onofre Reart[43] 1599-1608

## Évêques d'Elne en résidence à Perpignan
En 1602, la résidence de l'évêque est transférée à Perpignan mais le siège est maintenu à Elne jusqu'à la Révolution française.
- Antoine Gallart (Antoni Gallart i Traginer)[45] 1609-1612
- Francisco de Vera-Villavicencio, OdM[46] 1613-1616
- Frédéric Cornet (Frederic Cornet) 1617-1617
- Raymond d'Ivorra (Ramon Ivorra)[47] 1617-1618
- Raphael Rifos (Rafael Rifós), OP[48] 1618-1620
- François Senjust (Francesc de Santjust i de Castro), OSB[49] 1621-1622
- Pierre Magarola (Pere Magarola Fontanet)[50] 1622-1627
- François Lopez de Mendoza (Francisco López de Mendoza)[51] 1627-1629
- Grégoire Parcero (Gregorio Parcero de Castro), OSB[52] 1630-1634
- Gaspar Prieto (Gaspar Prieto Orduña), OdM[53] 1636-1637
- François Perez Roy (Francisco Pérez Roy)[54] 1638-1643
- Joseph du Vivier de Saint-Martin 1643

Siège vacant de 1643 à 1668
- Vincent de Margarit de Biure, O.P.[55] 1668-1672
- Jean-Louis du Bruelh 1673-1675
- Jean-Baptiste d'Étampes 1675
- Louis Habert de Montmor[56] 1682-1695
- Jean-Hervé Bazan de Flamanville[57] 1695-1721
- Antoine-Jérôme Boyvin de Vaurouy[58] 1721

Siège vacant de 1722 à 1723
- Jean-Mathias de Barthélemy de Gramont de Lanta[59] 1726-1743
- Charles-François-Alexandre de Cardevac de Gouy d'Havrincourt[60] 1743-1783
- Jean-Gabriel d'Agay[61] 1783-1788
- Antoine-Félix de Leyris d'Esponchez[62] 1788-1801, dernier évêque de l'Ancien Régime.
  - évêque en fonction de 1788 à 1791, député du clergé aux états généraux de 1789.
  - évêque titulaire, émigré, à la suite de l'élection comme évêque constitutionnel des Pyrénées-Orientales de Gabriel Deville puis Dominique-Paul Villa.